# Mademoiselle K
Mademoiselle K é uma banda de rock francesa composta por 4 integrantes que mantêm um contrato pela EMI desde Julho de 2007. A banda tem como fundadora e líder, Katerine Gierak, sendo o nome da banda uma clara referência a esta.

## Início
Katerine se interessou  muito cedo por música. Desde os cinco anos, frequentava aulas de música, sendo inscrita  por sua mãe que também era grande apreciadora da arte musical. Aos seis, aprendeu a tocar flauta, depois violão e por fim guitarra clássica e elétrica. Foi no ensino médio que Katerine conheceu Annick Home que foi seu professor e se tornou também seu grande mentor. Dizia ele, "música é apenas música independente de gênero e estilo", tal ideia fez com que Katerine deixa-se influenciar por vários gêneros musicais como jazz, clássica, etc
Finalizado os estudos secundários, Katerine cursou musicologia na Sorbonne-Paris IV entre 1999 e 2005. Durante esses anos, em paralelo, trabalhou em suas músicas, moldando-as a partir das várias influências adquiridas ao longo dos seus anos até chegar ao seu estilo próprio de fazer Rock.
Em 2004, Katerine se reúne com Yvan Taïeb que se torna o seu diretor, regularmente no espaço House of Live (antigamente Chesterfield Café) , o que, finalmente, permite-lhe adentrar no mundo da música. É também neste período que Katerine encontra os seus músicos atuais. 
Também neste período que Katerine tenta o CAPES (Certificado de Aptidão de Professor do Segundo Grau) para se tornar uma professora, porém não é bem-sucedida, fato que inspira sua canção Ça sent l'été..
Yvan Taïeb produz seu primeiro álbum sob a etiqueta Roy Music, Ça me vexe em 2006. Enquanto isso, Thomas Crevecoeur torna-se seu empresário. Este álbum lhe rendeu o título de Revelação do Rock Francês de 2006. Traz músicas enérgicas que contrastam com a voz frágil de katerine. O relativo sucesso lhe deu um contrato com a gravadora EMI. Sendo o álbum de Mademoiselle K produzido por Roy Music licenciado pela EMI em 2007.
Eles fizeram durante um tempo a abertura dos shows do Placebo.
Em Abril de 2007, Katerine participa do programa Taratata, a convite de Jacques Higelin e interpreta Bonnie e Clyde de Serge Gainsbourg.

## French Kiss Tour 2007
A banda fez parte do French Kiss tour 2007 que foi feito na India para celebrar o Dia Mundial da Música. O evento começou em 20 de Junho e continuou por uma semana até 27 de Junho. O evento passou por 9 cidades indianas, incluindo Chandigarh, Pune, Kolkata, New Delhi, Mumbai, Hyderabad, Chennai, Thiruvananthapuram e Bangalore. Nesse tempo eles tocaram com artistas franceses como Anais Croze and Emily Loizeau.

## Discografia
- 2006 : Ça me vexe
- 2008 : Jamais la paix
- 2009 : Live
- 2011 : Jouer dehors

## Singles
- 2006 : Ça me vexe
- 2007 : Jalouse
- 2008 : Grave
- 2009 : Maman XY
- 2010 : Jouer dehors